# Oncostemum pauciflorum
Oncostemum pauciflorum är en viveväxtart som beskrevs av A. Dc. Oncostemum pauciflorum ingår i släktet Oncostemum och familjen viveväxter. Inga underarter finns listade i Catalogue of Life.